# Пивоваров, Владимир Ефремович
Влади́мир Ефре́мович Пивова́ров (род. 9 июня 1954, Красноармейск, Саратовская область) — актёр театра и кино, каскадёр, заслуженный артист Российской Федерации, член Профессиональной Ассоциации каскадёров России, постановщик поединков и трюков в кино, профессор РАТИ—ГИТИС. Член Международной гильдии режиссёров по пластике.

## Биография
Владимир Пивоваров родился 9 июня 1954 года в Красноармейске Саратовской области.
Окончил Саратовское театральное училище имени И. Слонова. Занимался лыжным спортом и марафонским бегом. С 1979 года начал заниматься карате, став впоследствии обладателем чёрного пояса.
Работал в Саратовском театре драмы, в театрах Иркутска, Братска.
С 1979 по 1981 год Пивоваров работал в Грозненском республиканском русском драматическом театре им. М. Ю. Лермонтова.
Затем пять лет проработал актёром в Астраханском ТЮЗе;
В течение года работал в российско-мексиканском Институте театра и кино имени С. Эйзенштейна в Мехико, где преподавал сценическое движение, фехтование, рукопашный бой.
В 1988 году Владимир Пивоваров получил должность доцента Российской Академии Театрального Искусства (РАТИ) по преподаванию сценического движения и фехтования, а в 2007 году — профессора РАТИ.
Среди учеников такие актёры, как Павел Майков и Дмитрий Дюжев, которого Пивоваров привёл на съёмочную площадку «Бригады», и многие другие.

### Автор театральных проектов
- «И моей души струна» по мотивам произведений Владимира Высоцкого;
- «Доля черная, воля красная» по мотивам произведений Василия Шукшина.

### Фильмография
- «И на камнях растут деревья»,
- «Зверобой» — Рысь,
- «Мастер Востока»,
- "Мальтийский крест — Гаврилыч,
- «Золото»,
- «Крестоносец»,
- «Погоня за призраками». Вып. 37 — 38 из цикла «Криминальная Россия. Современные хроники» — Ахмет Рахметов[1],
- «Рыцарский роман»,
- «Досье детектива Дубровского» — «Черкес»,
- «Сибирский цирюльник»,
- «Тайны дворцовых переворотов»,
- «Сыщики»,
- «Бригада»,
- «Любить по-русски»,
- «Д. Д. Д. Досье детектива Дубровского»,
- и мн. др.

## Личная жизнь
- Жена: Людмила Сергеевна Серебрякова (род. 1955), артистка.